# 杨青 (湖北省纪委书记)
杨青（1914年—2008年1月14日）原名申逢荣，河北清河人，中国共产党及中华人民共和国官员，中共湖北省纪律检查委员会书记。

## 生平
1936年8月加入中国共产党，并参加革命工作。后任冯双苗村党支部书记。1937年1月，任中共南（宫）清（河）工作委员会委员。1938年5月，任中共清河中心县委组织部部长、县委书记。1939年8月，任中共冀南四地委委员兼清河县委书记。同年11月，任中共广宗县地委委员兼广宗县委书记。1940年6月，受中共冀南四地委派遣，作为地委代表到邢（台）济（南）路南的临清县、丘县、企之县、广曲县等县从事地方工作（主管企之县、广曲县两县的工作）。1941年冬，任中共冀南四地委组织部部长。1943年9月，离开冀南赴陕甘宁边区延安，在中共中央党校学习。1945年4月参加中共七大。同年10月回到冀南，任中共冀南区党委组织部干部科科长。1946年1月，任中国人民解放军第二野战军第二纵队政治部民运部长。7月任冀南第四军分区政治部主任兼武委会主任。1947年1月任地委组织部长。同年9月南下，任中共河南省桐柏区二地委副书记兼军分区副政委。1949年3月任中共河南省信阳地委副书记。
中华人民共和国成立后，1950年6月任武汉的中共中央中南局组织部干部处副处长。1951年春任处长。1953年1月任中共武汉市委副书记、书记处书记。1956年出席中共八大。1959年庐山会议后，1959年底至1960年初，武汉市开展了一场“反右倾宗派主义”的斗争，受批判的主要有李尔重（时任中共武汉市委书记处书记）、杨青（时任中共武汉市委书记处书记）、赵长春（时任中共武汉市委组织部长）、纪辉（时任中共武汉市监察委员会书记）。因各种原因，中共武汉市委未能给这场斗争形成一个比较极端的结论，但斗争发生后不久，李尔重、杨青、赵长春、纪辉先后离开中共武汉市委。两年后在1962年1月至2月间召开的七千人大会上，有人将此事捅出，要求甄别平反。会后，中共武汉市委将上述四人请回武汉，认错道歉。
1961年4月，任广州的中共中央中南局组织部副部长。1966年8月，任中共中央办公厅副主任兼国家档案局局长。1967年6月，回广州的中共中央中南局机关。1970年2月，任广州中山医学院党委副书记、革命委员会副主任。1974年4月，任湖北省工交政治部副主任。1977年11月，任中共湖北省纪律检查委员会副书记。1979年1月，任中共湖北省纪律检查委员会书记。1983年12月，任中共湖北省顾问委员会委员、常委。1986年底离职休养。他是中共七大、中共八大代表，中共十二大特邀代表。
2008年1月14日，杨青在武昌病逝，享年94岁。